# Трстеник (Ормож)
Трстеник (словен. Trstenik) — поселення в общині Ормож, Подравський регіон, Словенія. До 2007 це поселення було частиною Михаловців.